# Onthophagus nitidus
Onthophagus nitidus es una especie de insecto del género Onthophagus, familia Scarabaeidae, orden Coleoptera.

Fue descrita científicamente por Waterhouse en 1875.